# I Am Trying to Break Your Heart: A Film About Wilco
I Am Trying to Break Your Heart: A Film About Wilco es un documental dirigido por Sam Jones, estrenado en 2002, acerca de la banda norteamericana Wilco. El filme sigue a la banda de Jeff Tweedy durante el proceso de grabación del trabajo Yankee Hotel Foxtrot y el posterior rechazo de la discográfica Warner para lanzar el disco; irónicamente, el álbum fue comprado por Nonesuch Records, una subsidiaria de AOL Time Warner y lanzado bajo este sello. El nombre I Am Trying to Break Your Heart: A Film About Wilco es tomado de la canción homónima que abre Yankee Hotel Foxtrot.
El filme de Sam Jones también registra los conflictos internos del grupo, que culminaron con la salida de Jay Bennett de la banda.